# Zone riparienne

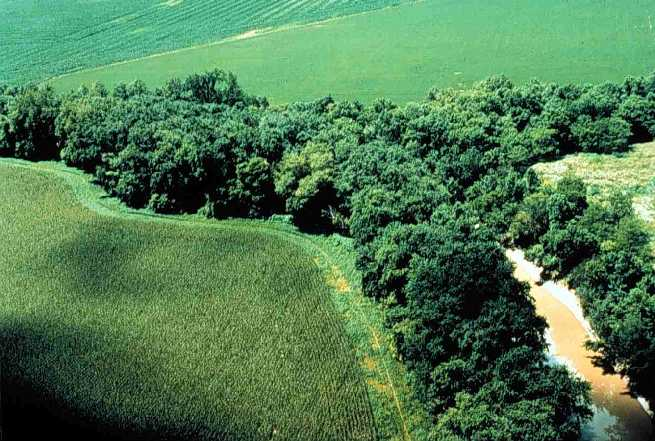
Les ripisylves de deux cours d'eau se rejoignent ici pour former une forêt galerie (comté de Putnam, Ohio, USA).

Une zone riparienne (zone riveraine ou ripicole, corridor rivulaire, écotone riverain ou bande riveraine sont éventuellement à privilégier, particulièrement au Québec,) est une zone plus ou moins large longeant un cours d'eau et recouverte de végétation appelée ripisylve, forêt galerie ou bande enherbée selon la nature de celle-ci. Cette bande est une véritable zone riparienne tampon entre le cours d'eau et les terres environnantes. La végétation hygrophile spécifique de ces zones humides porte parfois le nom de végétation riparienne. 
Le mot « riparien  » provient du latin ripa qui signifie rive, berge. Par extension, on parle aussi de zone riparienne en bordure de mer. C'est un synonyme de riverain.
Une zone riparienne tampon est une zone de végétation (une "zone tampon") située près d'un cours d'eau, généralement boisée, qui contribue à l'ombrage et protège partiellement le cours d'eau des impacts des utilisations des terres adjacentes.

## Enjeux
Ces zones sont très importantes du point de vue des enjeux paysagers et écopaysagers, ainsi que pour la gestion des risques et l'aménagement du territoire (inondations/sécheresses, qualité de l'eau, navigabilité, etc.)
En plus d'être un écosystème écotonial particulièrement riche, ces zones ont des fonctions importantes contre l'érosion des sols et la turbidité et eutrophisation des cours d'eau en empêchant (par filtrage les eaux de ruissellement notamment) que l'eau n'embarque trop de terres (cultivables ou support de vie sauvage) dans son cours vers la mer.
Ces zones plus ou moins humides peuvent être composées d'arbres (ripisylves, mangroves) ou d'une strate herbacée (roselières, mégaphorbiaies).
Ces zones sont naturelles ou plus ou moins artificialisées.
Jouant un rôle important de filtre biologique, elles protègent les cours d'eau contre les produits nocifs extérieurs (engrais, pesticides, sols pollués) et contre une quantité trop importante de sédiments en suspension dans l'eau néfaste pour l'écosystème aquatique. Elles protègent aussi les sols extérieurs d'une érosion trop importante. La faune et la flore de ces bandes offrent de la nourriture et des abris pour la faune aquatique. Véritable piège pour les nitrates provenant généralement des engrais employés en agriculture, les zones ripariennes améliorent la qualité des eaux des rivières.

## Rôles

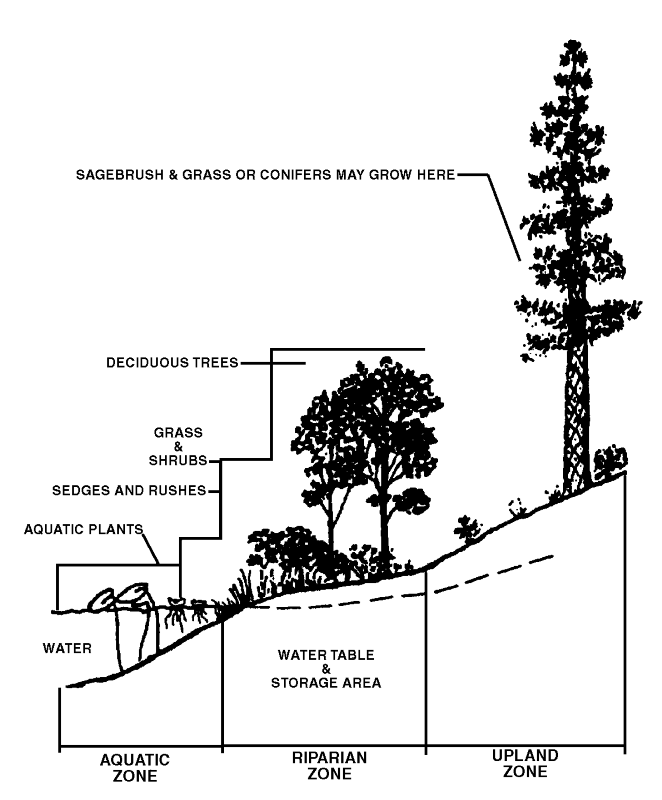
Croquis d'une zone riparienne des Everglades.

Les aspects positifs des zones ripariennes sont :
- Atténuation de l'érosion le long des rivières grâce aux racines des végétaux qui emprisonnent les terres et diminuent des effets des inondations ;
- Réduction des matières en suspension dans les eaux grâce à de plus faibles turbulences dans les eaux ce qui a pour effet de bloquer les sédiments sur place et de renforcer les berges ;
- Filtration biologique des polluants ;
- Création d'habitats accueillant pour la faune et la flore favorisant la biodiversité ;
- Création de vastes zones reliées le long des cours d'eau ce qui empêche l'isolation des populations animales.
- Irrigation améliorée des sols ;
- Apport de nourriture pour la flore et la faune ;
- Diminution de l'augmentation de la température des eaux grâce à l'ombre de la végétation ;
- Amélioration des paysages pouvant favoriser le développement d'activités touristiques.

## Protection, gestion
Les zones ripariennes endommagées peuvent être artificiellement restaurées par l'homme par la plantation d'une nouvelle couche végétative (génie écologique). En raison de leurs propriétés et des services qu'elles rendent (services écosystémiques), les zones ripariennes sont couramment l'objet de mesures et programmes de protections, restauration ou gestion restauratoire, dans de nombreux pays, car elles ont souvent été historiquement dégradées (destruction du « chevelu » et des méandres des rivières au profit d'une canalisation et d'une artificialisation des cours d'eau et des vallées).